# Malå (đô thị)
Đô thị Malå (Malå kommun) là một đô thị ở hạt Västerbotten, phía bắc Thụy Điển. Thủ phủ là Malå.
Trong giai đoạn 1974-1982, Malå nằm trong đô thị Norsjö. Năm 1983, đô thị này được tách ra lập đô thị riêng.
Các cộng đồng nhỏ hơn gồm: Adak, Aspliden, Rentjärn và Rökå.
Các thị xã lớn hơn gần nhất gồm Arvidsjaur và Lycksele. Các thành phố gần nhất có Skellefteå, Luleå, và Umeå.